# Teranouchi-dōri
Le Teranouchi-dōri (寺之内通, Teranouchi-dōri) est une voie du centre-nord de Kyoto, dans les arrondissements de Kamigyō et de Kita. Orientée est-ouest, elle débute au Karasuma-dōri (en) et termine à l'Onmae-dōri (en) en rejoignant le Rozanji-dōri.

## Description

### Situation

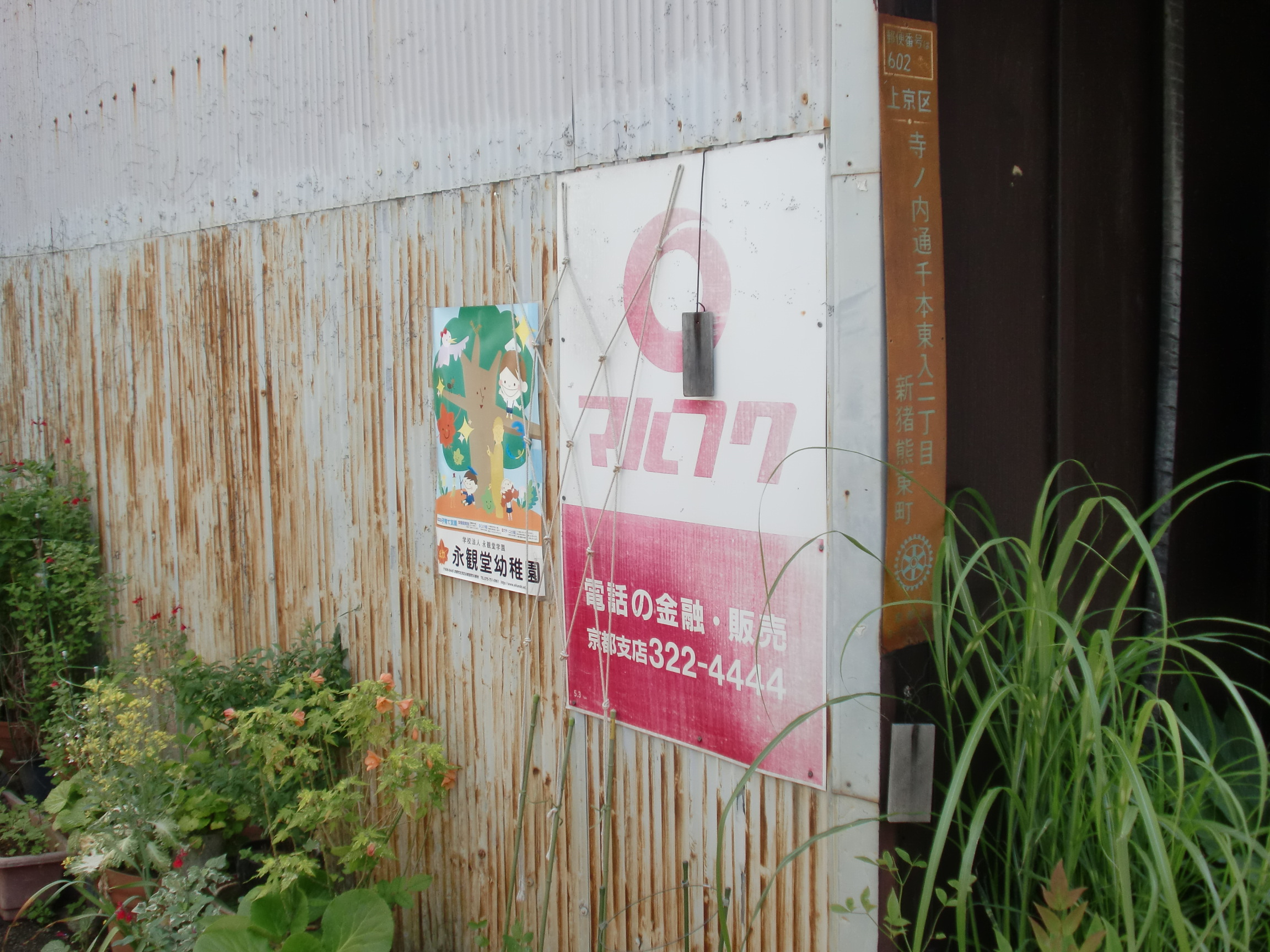
Panneau de la rue, avec le nom écrit 寺ノ内通 au lieu de 寺之内通.

Le Teranouchi-dōri est une rue du nord de l'arrondissement de Kamigyō et de l'extrême sud de l'arrondissement de Kita, et traverse notamment les quartiers de Myōkenjimae-chō (妙顕寺前町) et de Shin'inokuma-chō (新猪熊町). Elle suit le Kamidachiuri-dōri (上立売通) et précède le Rozanji-dōri (蘆山寺通), qui finit par la rejoindre, et le Kamigoryōmae-dōri (上御霊前通). Elle débute au Karasuma-dōri (en) et termine à l'Onmae-dōri (en) en fusionnant avec le Rozanji-dōri, dans l'ancien village de Kinugasa (ja).
La rue mesure environ 2 200 mètres. La circulation se fait d'ouest en est à partir de Rozanji, mais se fait dans les deux sens entre Shichihonmatsu et Senbon et entre Shinmachi et Karasuma. La rue est plutôt étroite dans sa partie en sens unique, et on trouve un feu de circulation à Senbon.

### Voies rencontrées
De l'est vers l'ouest. Les voies rencontrées de la droite sont mentionnées par (d), tandis que celles rencontrées de la gauche, par (g). Seules les rues portant un nom sont listées.
1. Karasuma-dōri (en) (烏丸通)
2. Muromachi-dōri (en) (室町通)
3. Koromonotana-dōri (衣棚通)
4. Shinmachi-dōri (ja) (新町通)
5. Ogawa-dōri (小川通)
6. Horikawa-dōri (en) (堀川通)
7. Inokuma-dōri (ja) (猪熊通)
8. Ōmiya-dōri (en) (大宮通)
9. Chiekōin-dōri (智恵光院通)
10. (g) Shōtenchō-dōri (聖天町通)
11. Jōfukuji-dōri (浄福寺通)
12. Senbon-dōri (en) (千本通)
13. (g) Shichihonmatsu-dōri (ja) (七本松通)
14. (g) Onmae-dōri (en) (御前通)

- Sources : (ja) Université Ritsumeikan Asia Pacific (en), « 近代京都オーバーレイマップ », sur Art Research Center,‎ 2022 (consulté le 27 décembre 2022).

### Transports en commun
La rue se trouve à une vingtaine de minutes de marche des stations de métro de Kuramaguchi et Imadegawa et de la gare ferroviaire de Kitano-Hakubaichō (en).

## Odonymie
Le nom fait référence au Teranouchi (littéralement « intérieur des temples »), le quartier comprenant les temples qui ont été déplacés par Toyotomi durant l'ère Tenshō entre les rues Shinmachi et Ōmiya.

## Histoire
Le Teranouchi-dōri fait son apparence lors des réfections de la ville par Toyotomi Hideyoshi, durant l'ère Tenshō, pour accéder au Teranouchi. Il correspond aux anciennes voies du boulevard Agui (安居院大路, Agui-ōji), limite de l'enceinte sud du Daitoku-ji, et du boulevard Jimyōin (持明院北大路, Jimyōin-ōji), qui délimitait le nord du Jimyō-in (ja) (持明院), ancien manoir à Kyoto. Pendant l'époque d'Edo, la rue s'étend seulement de Muromachi à Senbon. Elle a par la suite été étendue jusq'au-delà de la rivière Kamiya (ja) (紙屋川), à ce qui correspond aujourd'hui au pont haut (高橋, Takahashi) (anciennement le pont Teranouchi (寺之内橋, Teranouchi-bashi).
En 1928, la zone à l'ouest de la rivière Kamiya devient partie de Rozanji-dōri, puis les sections entre Shichihonmatsu et Senbon et entre Shinmachi et Karasuma sont élargies pour empêcher la propagation d'incendies en cas de bombardements alliés durant la Seconde Guerre mondiale.

## Patrimoine et lieux d'intérêt
La rue est située dans le Nishijin, quartier historique du textile à Kyoto, et de nombreuses boutiques de textile sont présentes. On retrouve aussi plusieurs maisons de ville traditionnelles concentrées entre Ōmiya et Senbon,.
Au coin avec Horikawa, on trouve une stèle commémorant l'emplacement du pont Dodo (百々橋, Dodobashi), le lieu où s'est déroulée la guerre d'Ōnin. Le pont est démantelé en 1963, et les pierres sont déplacées à la forêt de bambous de Rakusai (京都市洛西竹林公園) dans l'arrondissement de Nishikyō. Peu avant Senbon se trouve le Jōkō-ji (浄光寺), temple bouddhiste où se trouve la tombe du peintre de renommée Ike no Taiga. Entre Ōmiya et Horikawa se trouve le Myōren-ji (ja) (妙蓮寺), temple principal de l'Honmon Hokke (de) (本門法華宗), et dont le présent bâtiment date de 1788. On y retrouve aussi les tombes de 46 guerriers du domaine d'Akō, ayant vengé la mort de leur seigneur en 1701, avant de se suicider par seppuku. Juste à l'ouest de Horikawa, la maison qui le magasin Kitamura Tokusai Fukusa (北村徳斎帛紗店) est inscrite dans le registre municipal des bâtiments historiques. À l'est de Horikawa se trouve le Hōkyō-ji (ja) (宝鏡寺), temple reconstruit par étapes après un incendie en 1788 et où l'on trouve des meubles et des poupées données par la famille impériale. Au carrefour avec Ogawa, on peut voir le Myōken-ji (ja) (妙顕寺), fondé en 1321 près de Kamichōja-chō (上長者町), puis reconstruit et déplacé en 1788. Juste à l'ouest de Karasuma, un monument érigé en l'honneur du peintre Ogata Kōrin peut être aperçu.

Quelques lieux d'intérêts
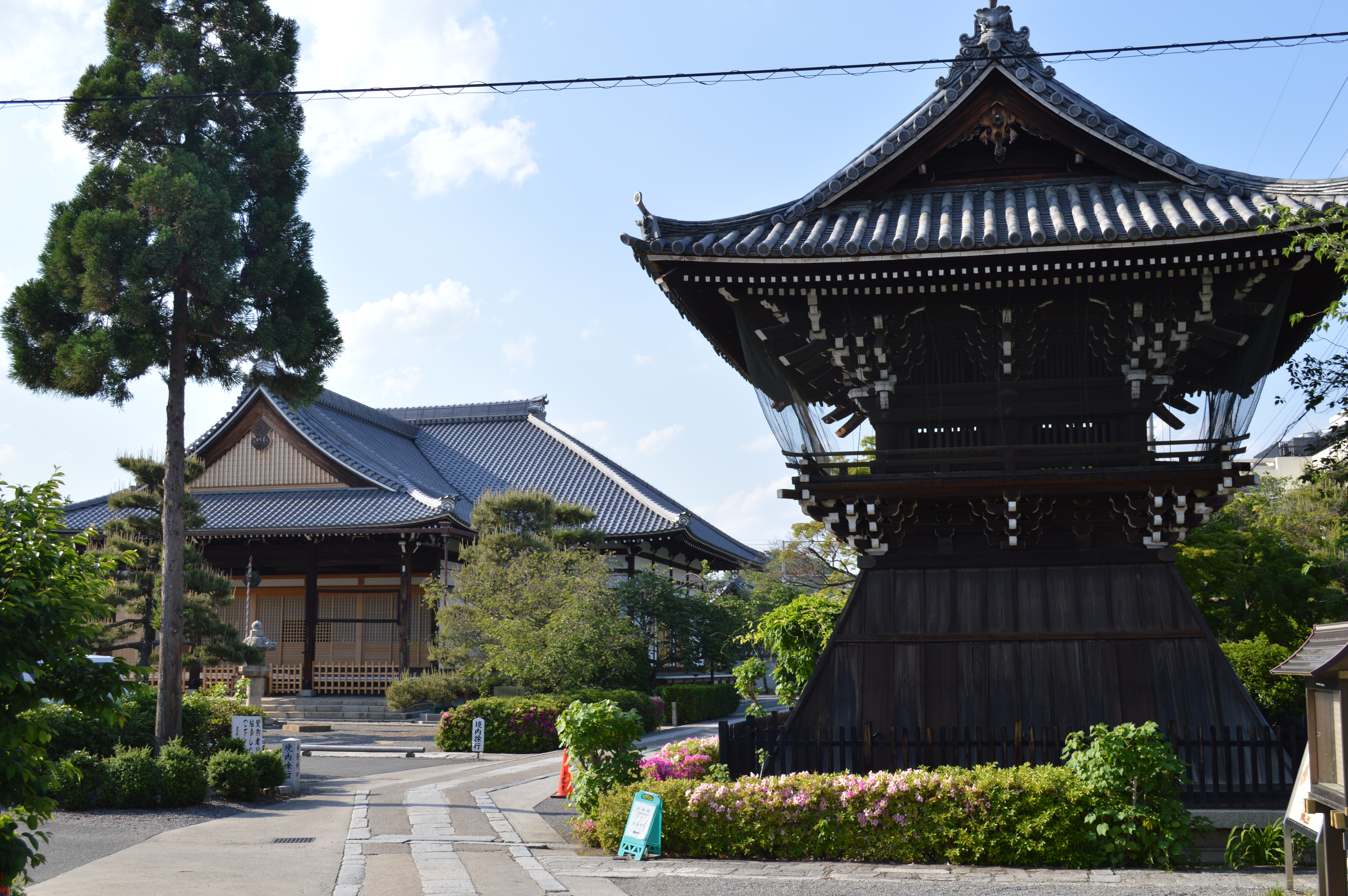
Le Myōren-ji.
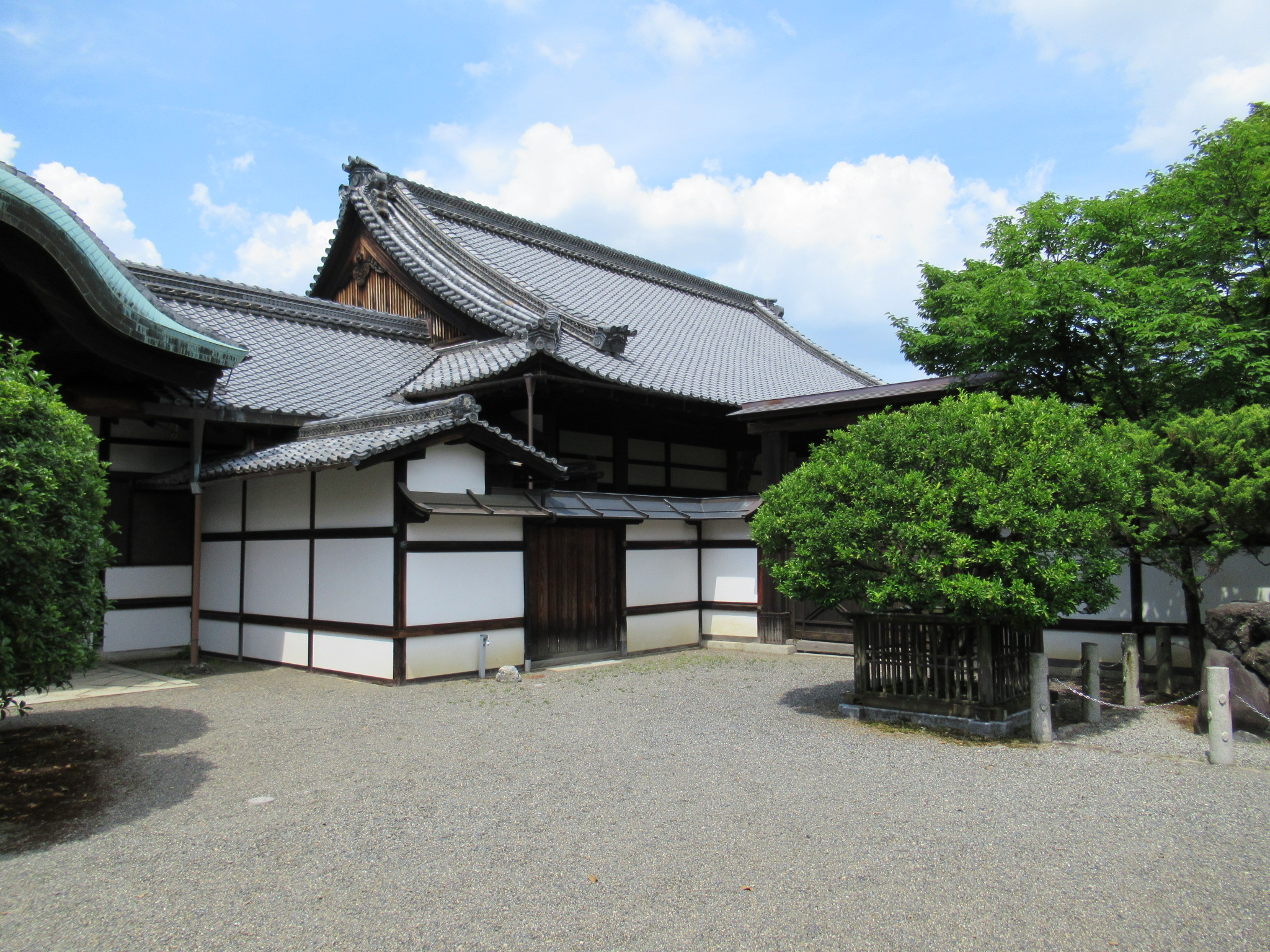
Le Hōkyō-ji.
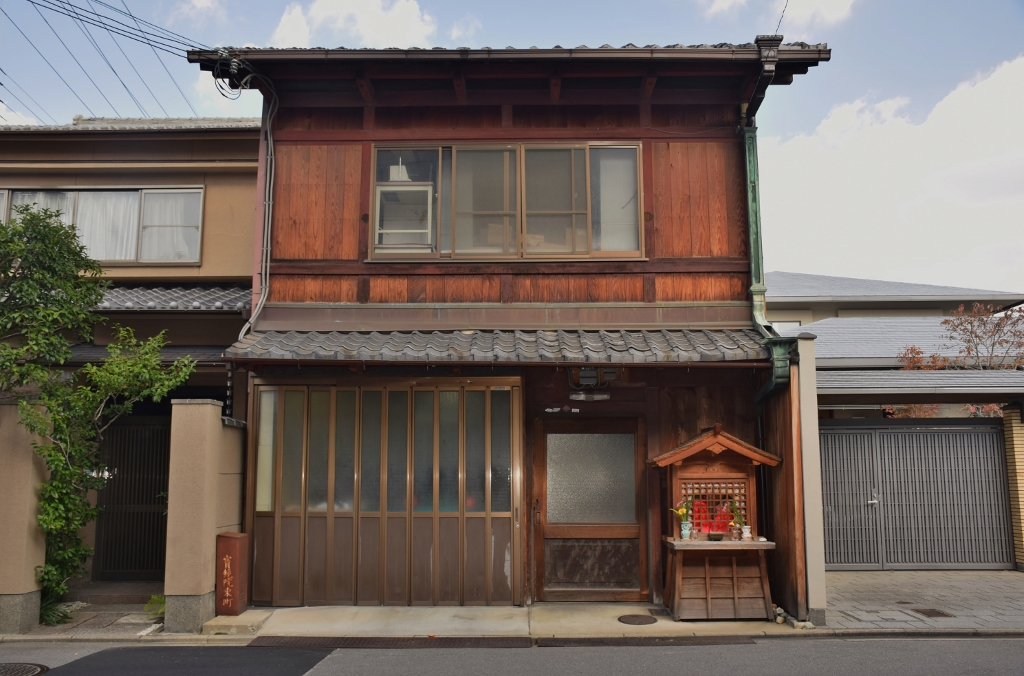
Une maison traditionnelle sur la rue Teranouchi.
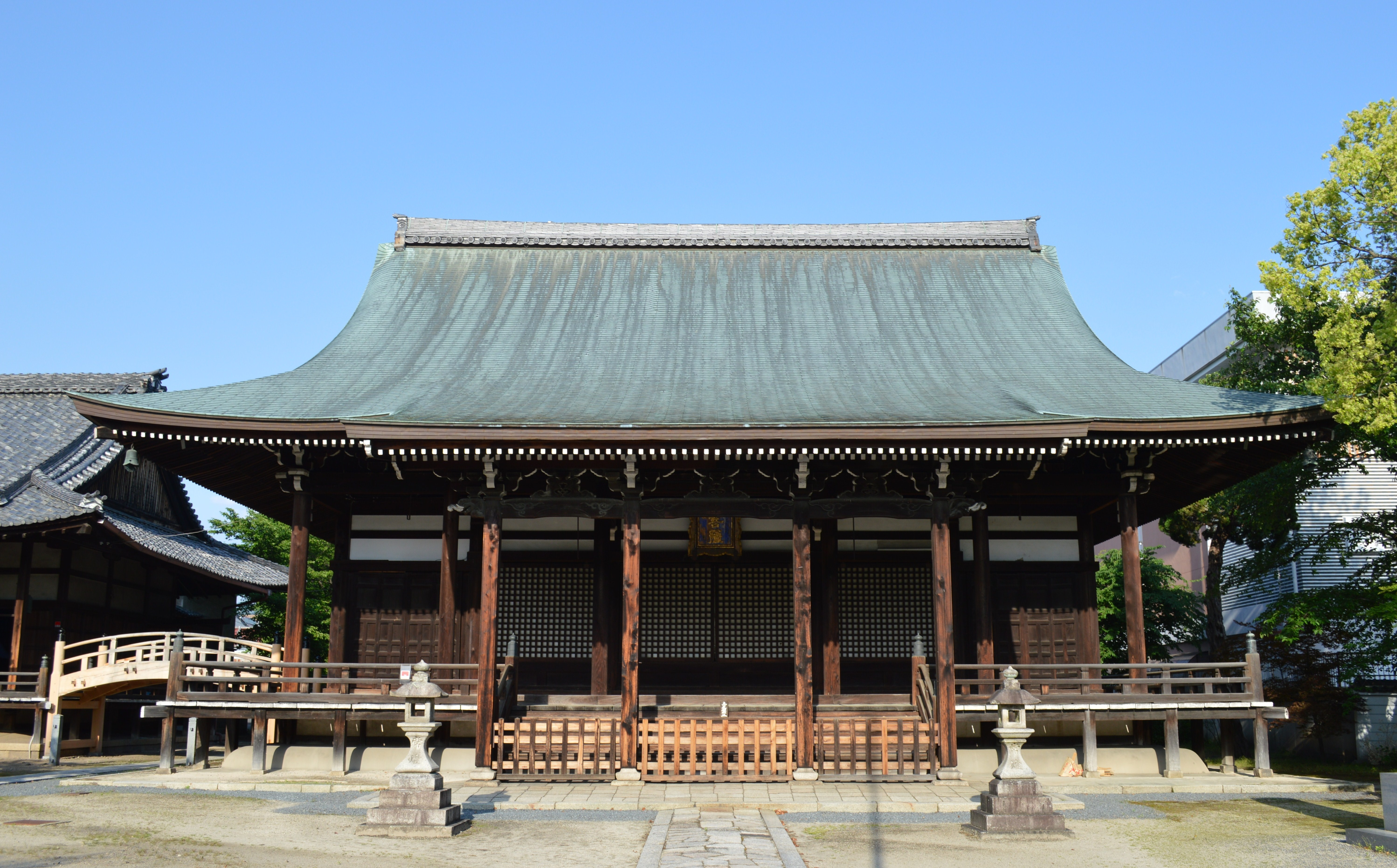
Le Myōken-ji.